# The Only
«The Only» es el primer sencillo de Shadow Zone, el tercer álbum del grupo de metal industrial Static-X. La canción está incluida en la banda sonora del juego Need For Speed: Underground y en la versión para PC del juego True Crime: Streets of LA. La canción incluye más ritmo, golpes y solos (sin ese estilo "empieza y acaba", del disco Machine). La canción es más calmada y tranquila de lo usual. El video musical fue dirigido por P. R. Brown. Alcanzó el número 22 en el Billboard Mainstream Rock Tracks.

## Lista de canciones
Descarga digital
1. «The Only» – 2:51